# Bão Beryl (2024)
Bão Beryl năm 2024 là một cơn bão mạnh và nguy hiểm. Nó đã gây thiệt hại nghiêm trọng ở Barbados, Quần đảo Windward, Trinidad và Tobago, Jamaica và Hoa Kỳ. Beryl là cơn bão được đặt tên thứ hai trong mùa bão Đại Tây Dương 2024 và là cơn bão tháng 6 mạnh nhất từng được ghi nhận ở Đại Tây Dương.

## Lịch sử khí tượng
Ngày 25 tháng 6, một vùng áp thấp hình thành ở phía nam quần đảo Cabo Verde và được đặt số hiệu là 95L. Đến 17 giờ ngày 28 tháng 6, Trung tâm Bão quốc gia Hoa Kỳ (NHC) đã nâng cấp thành áp thấp nhiệt đới và gán số hiệu là 02L. Vào lúc 11 giờ tối cùng ngày, NHC đã nâng cấp nó trở thành bão nhiệt đới và đặt tên là Beryl. Đến 17 giờ ngày 29 tháng 6, Beryl mạnh lên thành bão cấp 1 theo thang bão Saffir–Simpson (SSHWS). Đến 5 giờ sáng ngày 30 tháng 6, Beryl mạnh lên thành bão cấp 2, và tiếp tục mạnh lên nhanh chóng thành bão cấp 3 rồi cấp 4 lần lượt vào 8 giờ và 11 giờ 30 cùng ngày.
Đến 2 giờ sáng ngày 1 tháng 7, bão hơi suy yếu và giảm còn cấp 3. Nhưng đến 8 giờ sáng, NHC lại nâng cấp lên thành bão cấp 4. Lúc 11 giờ 10 phút sáng, bão đổ bộ vào đảo Carriacou. Đến 23 giờ đêm, NHC tiếp tục nâng cấp lên thành bão cấp 5. Vào lúc 2 giờ chiều ngày 2 tháng 7, NHC đã hạ cấp xuống còn là bão cấp 4.
Đến 2 giờ sáng ngày 4 tháng 7, bão giảm cường độ chỉ còn cấp 3 và tiếp tục giảm xuống cấp 2 vào 2 giờ chiều hôm đó. Đến 21 giờ 30 phút cùng ngày, Beryl mạnh lên trở lại thành bão cấp 3. Đến 5 giờ sáng ngày 5 tháng 7, bão giảm xuống cấp 2. Bão đổ bộ vào bán đảo Yucatán vào 7 giờ 5 phút sáng và suy yếu nhanh chóng thành cấp 1 rồi thành bão nhiệt đới. Sau khi vượt bán đảo này, Beryl tiến vào vịnh México và mạnh lên trở lại thành bão cấp 1 vào 23 giờ ngày 7 tháng 7.
Vào lúc 4 giờ sáng ngày 8 tháng 7, Beryl đổ bộ vào quận Matagorda, Texas rồi dần suy yếu. Đến 11 giờ sáng, NHC hạ cấp thành bão nhiệt đới. Lúc 20 giờ tối, NHC hạ cấp thành áp thấp nhiệt đới. Lúc 11 giờ ngày 9 tháng 7, NHC phát bản tin cảnh báo cuối cùng, nói rằng Beryl đã chuyển thành xoáy thuận ngoài nhiệt đới.

## Ảnh hưởng

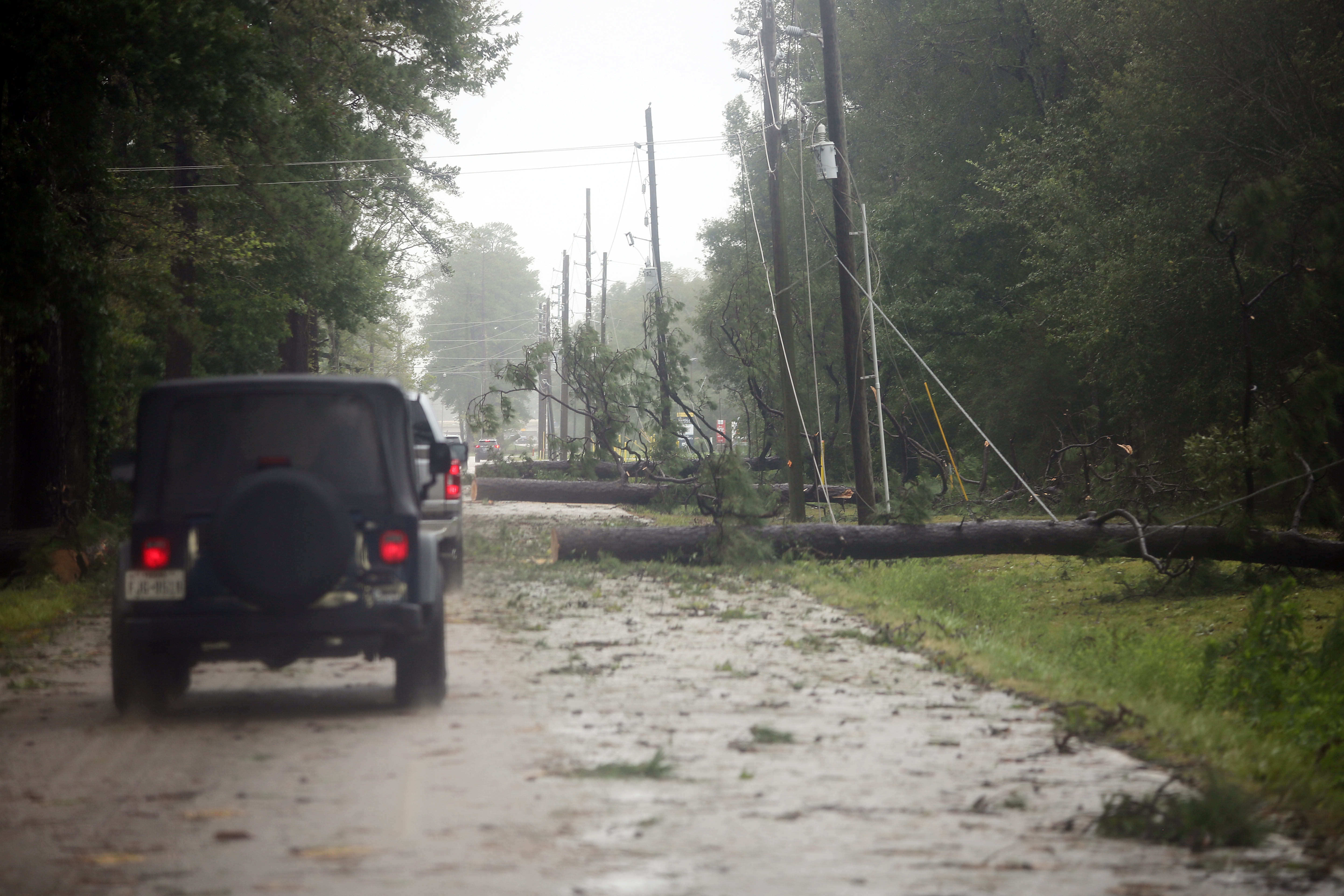
Hàng loạt cây cối bị gãy, đổ do gió giật mạnh tại New Caney, Texas.

Bão Beryl gây ra tác động và thương vong trên diện rộng. Bão đã gây ra thiệt hại thảm khốc cho đảo quốc Carriacou và Petite Martinique, ở phía bắc đảo quốc Grenada và một số hòn đảo ở phía nam đảo quốc Saint Vincent và Grenadines, chẳng hạn như Union và Canouan. Ba người chết ở Venezuela và nhiều người mất tích. Bán đảo Yucatán cũng tiếp tục bị thiệt hại, mặc dù thiệt hại tương đối nhỏ. Tiểu bang Texas đã phải hứng chịu lũ lụt và thiệt hại do gió giật mạnh, với ít nhất 7 trường hợp tử vong được báo cáo ở khu vực Houston. Ngoài ra, bão cũng gây ra những đợt lốc xoáy bùng phát dữ dội, đặc biệt là ở Texas, Louisiana, Arkansas, Kentucky và Indiana. Tính đến ngày 13 tháng 7, tổng cộng 38 trường hợp tử vong đã được xác nhận, với ước tính sơ bộ thiệt hại vượt quá 6 tỷ USD.

## Đợt lốc xoáy bùng phát

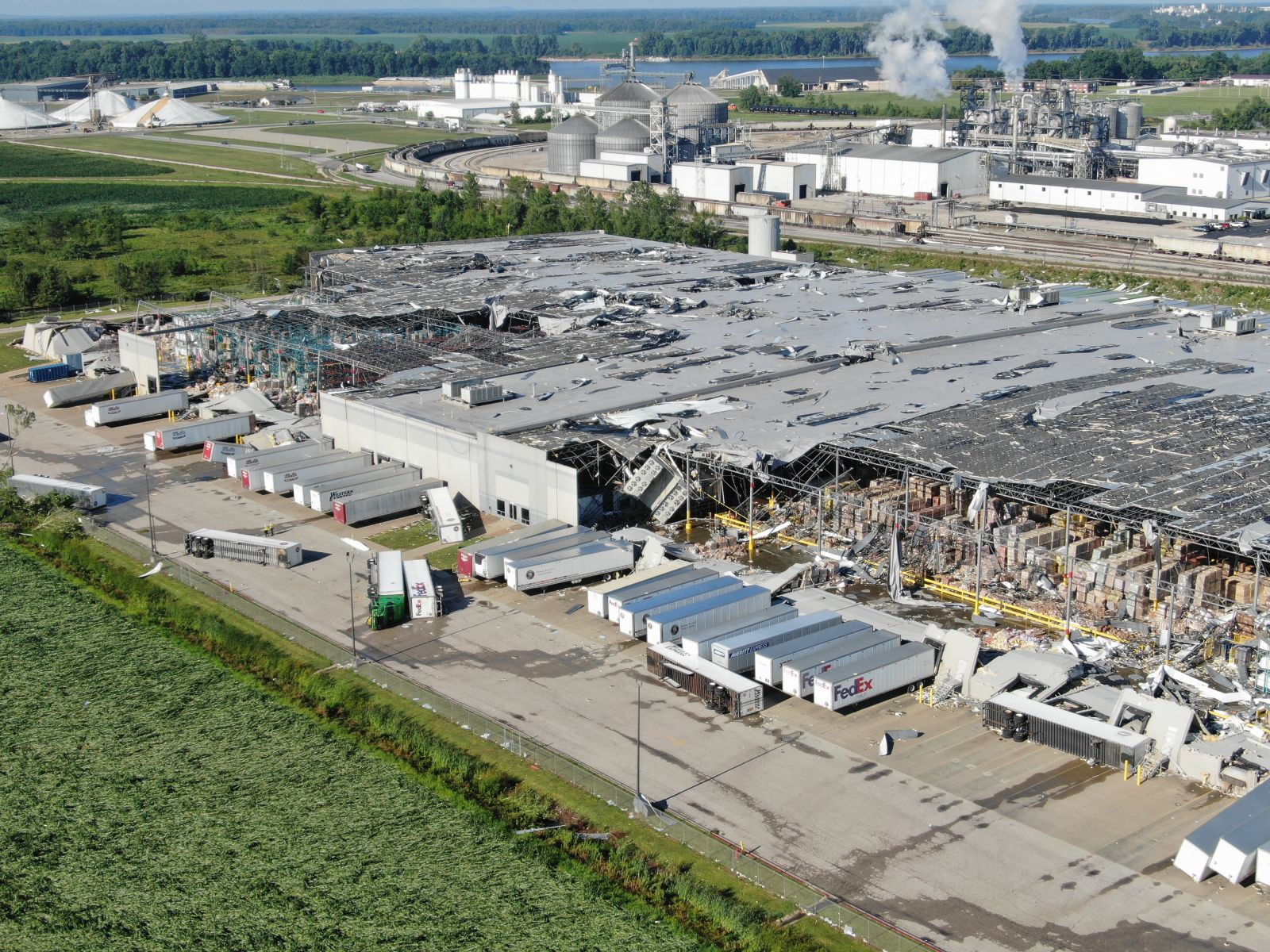
Ảnh chụp từ trên cao về thiệt hại của EF3 đối với cơ sở Kenco ở Mount Vernon, Indiana.

Một đợt lốc xoáy bùng phát do bão Beryl và tàn dư của nó gây ra đã ảnh hưởng đến các tiểu bang Trung Tây Nam, thung lũng sông Mississippi và Đông Bắc Hoa Kỳ trong khoảng thời gian từ ngày 8 đến ngày 10 tháng 7 năm 2024. Trong khi đổ bộ và di chuyển vào đất liền qua miền Nam Hoa Kỳ, bão gây ra nhiều trận lốc xoáy trên khắp các tiểu bang Texas, Louisiana và Arkansas vào ngày 8 tháng 7. Chỉ riêng ngày 8 tháng 7, đã có 110 cảnh báo lốc xoáy được ban hành, nhiều nhất trong bất kỳ ngày nào trong tháng 7 từ trước đến nay. Đợt lốc xoáy bùng phát này cũng đã lập kỷ lục mới về số lượng cảnh báo lốc xoáy được ban hành trong một ngày của Văn phòng Dịch vụ Thời tiết Quốc gia – Shreveport và Buffalo, New York  lần lượt là 67 và 9. Với 67 trận lốc xoáy được ghi nhận, đây là đợt bùng phát lốc xoáy liên quan đến bão nhiệt đới có quy mô lớn nhất tại Hoa Kỳ kể từ cơn bão Rita năm 2005.  
| EFU | EF0 | EF1 | EF2 | EF3 | EF4 | EF5 | Tổng cộng |
| 2   | 13  | 42  | 9   | 1   | 0   | 0   | 67        |